# 恐怖女子高校 暴行リンチ教室
『恐怖女子高校 暴行リンチ教室』（きょうふじょしこうこう ぼうこうリンチきょうしつ）は、1973年に製作された日本映画。鈴木則文監督作品。恐怖女子高校シリーズ第2作。

## キャスト
- 風間典子：杉本美樹
- 久保京子：佐分利聖子
- 北野レミ：太田美鈴
- 君原純子：早乙女りえ
- 森伸江：水沢夕子
- 西田とも子：浅野由紀子
- 野坂洋子：衣麻遼子
- 宮本敏江：叶優子
- 秋山道代：城恵美
- 不破由美：一の瀬レナ
- 上田弘子：須藤リカ
- 鈴村春子：山川貴子
- 佃幸子：穂積かや
- 佐藤茂：金子信雄
- 石原千太郎：今井健二
- 中田角造：北村英三
- 大曾根安夫：鈴木康弘
- 三島美智子：碧川ジュン
- 田中小実昌：田中小実昌
- 波多野刑事：近藤宏
- 市長：名和宏
- 警察署長：中村錦司
- PTA会長：疋田泰盛
- 九条孝子：三原葉子
- 新聞記者A：波多野博
- 新聞記者B：前川良三
- 学生A：奈辺悟
- 学生B：森谷譲
- 佐藤の秘書：蓑和田良太
- 運転手：畠山麦
- 大島：小島三児
- 生徒A：中川三枝子
- 生徒B：橋本房枝
- 若林哲也：渡瀬恒彦
- 多岐川真紀：池玲子[1]
- 以下ノンクレジット
- 学生：細川純一
- 教師：宮城幸生
- 警官：小峰隆司、有島淳平
- 刑事：白井孝史
- チンピラ：大矢敬典

## 同時上映
- 非情学園ワル
- 監督：三堀篤
- 主演：谷隼人

## シリーズ
- 第1作『恐怖女子高校 女暴力教室』
- 第3作『恐怖女子高校 不良悶絶グループ』
- 第4作『恐怖女子高校 アニマル同級生』